# Метафосфат неодима(III)
Метафосфат неодима(III) — неорганическое соединение, соль металла неодима и метафосфорной кислоты с формулой Nd(PO3)3, кристаллы, не растворяется в воде.

## Получение
Гидротермальный синтез смеси оксида неодима, пентаоксида фосфора и метафосфорной кислоты:
{\displaystyle {\mathsf {Nd_{2}O_{3}+3P_{2}O_{5}\ {\xrightarrow {175^{o}C}}\ 2Nd(PO_{3})_{3}}}}.

## Физические свойства
Метафосфат неодима(III) образует кристаллы ромбической сингонии, пространственная группа C 2221, параметры ячейки a = 1,1172 нм, b = 0,8533 нм, c = 0,7284 нм, Z = 4.
Не растворяется в воде.